# Klucze (Petite-Pologne)
Pour les articles homonymes, voir Klucze.
Klucze est une localité polonaise, siège de la gmina de Klucze, située dans le powiat d'Olkusz en voïvodie de Petite-Pologne.